# Kristin Tessmar-Raible
Kristin Teßmar-Raible (* 1977) ist eine aus Deutschland stammende, in Österreich wirkende Biologin, Lieben- und Start-Preisträgerin, Universitätsprofessorin an der Universität Wien sowie Professorin in Oldenburg/Bremerhaven.

## Leben
Kristin Teßmar-Raible erhielt schon während ihrer Schulzeit den Thieme-BIOlogie-Preis. Während ihres Studiums an der Universität Heidelberg war sie Stipendiatin der Studienstiftung des Deutschen Volkes. 2001 abgeschlossen, promovierte sie anschließend an der Universität Marburg, wo sie ihre Doktorarbeit mit „summa cum laude“ abschloss. Von 2004 bis 2008 war sie als Postdoc wieder in Heidelberg, am European Molecular Biology Laboratory.
Teßmar-Raible erhielt 2008 mit dem Start-Preis einen angesehenen österreichischen Wissenschaftspreis sowie von 2010 bis 2014 einen HFSP-YIP Grant. 2013 erhielt sie einen „Starting Grant“ des Europäischen Forschungsrats (ERC), mit dem der ERC herausragende Nachwuchsforschende fördert. Seit 2012 ist sie außerdem Mitglied der Jungen Kurie der Österreichischen Akademie der Wissenschaften.
2015 wurde sie auf die Berta-Karlik-Professur an der Universität Wien berufen, seit 2017 ist sie Universitätsprofessorin für Chronobiologie am Zentrum für Molekulare Biologie ebenda. 2018 bewilligte der ERC mit einem Consolidator Grant erneut insgesamt zwei Millionen Euro für ihre Forschung (2020–2025). 2021 erhielt sie außerdem den Ignaz L. Lieben-Preis, den ältesten Preis der Österreichischen Akademie der Wissenschaften (ÖAW). Seit 2021 ist sie Mitglied der renommierten European Molecular Biology Organization (EMBO).
2022 wurde sie zudem auf die gemeinsame Professur „Marine Chronobiologie“ des Instituts für Chemie und Biologie des Meeres (ICBM) der Universität Oldenburg und des Bremerhavener Alfred-Wegener-Instituts, Helmholtz-Zentrum für Polar- und Meeresforschung (AWI) berufen.